# Giuseppe Spina (pittore)
Giuseppe Spina (Licata, 1790 – 1861) è stato un pittore italiano.

## Biografia
Figlio di Giovanni Spina, pittore prevalentemente attivo in ambito cittadino.

## Opere

### Licata
- XIX secolo, Ciclo di sette dipinti su tela di forma circolare, illustrano i sette dolori della Vergine nel sottoarco dell'altare maggiore della chiesa di Sant'Agostino.

Chiesa di Maria Santissima della Carità:
- XIX secolo, Cuore di Gesù, Sant'Angelo e il beato cardinale Giuseppe Maria Tomasi;
- XIX secolo, Ciclo di sei dipinti su tela raffiguranti le Beatitudini;
- XIX secolo, Ciclo di affreschi della volta, raffiguranti la Dormitio, l'Assunzione e la Incoronazione di Maria Vergine, opere realizzate nelle volte;
- XIX secolo, Ciclo di dipinti raffiguranti la Madonna della Santissima Carità, l'Adultera, la Samaritana, opere custodite nella sede della Confraternita della Carità.

Chiesa del Santissimo Salvatore: 
- XIX secolo, Ciclo, di affreschi raffiguranti episodi della Moltiplicazione dei pani e Ultima cena, opere realizzate nella volta.
- XIX secolo, Santi Apostoli ed alcuni episodi del Nuovo Testamento, Guarigione degli storpi, dipinti su tela tra cornici in gesso, attribuzione.

## Giovanni Spina
Giovanni Spina, padre di Giuseppe Spina, scultore.

### Opere
- 1810, Paliotto d'altare, opera custodita nella Cappella del Cristo Nero del duomo di Santa Maria La Nuova di Licata.
- XVIII secolo seconda metà, Cristo flagellato, opera custodita nella chiesa di Maria Santissima della Carità.
- XVIII secolo, Cristo alla colonna con chiari accenti realistici di sicura età settecentesca, opera custodita nella chiesa del Santissimo Salvatore.

## Ignazio Spina
Ignazio Spina, (Licata 1829 - 1914), scultore. Sposo di Giovanna Vitali (n.1835) e risiedeva con lei in del Monte a Licata. Il 25 Gennaio 1857 mise alla luce il figlio Giuseppe Spina.

### Opere

#### Campobello di Licata
- XIX secolo, Madonna del Carmine, opera documentata.
- XIX secolo, Madonna della Mercede, opera documentata.

#### Licata
- XIX secolo, Immacolata, Cuore di Gesù e San Giuseppe con il Bambino, opere custodite nelle absidi del duomo di Santa Maria La Nuova.
- XIX secolo, Cristo alla colonna, statua lignea, opera custodita nella chiesa di San Francesco.
- XIX secolo, Crocifisso, manufatto ligneo, opera custodita nella chiesa del Santissimo Salvatore.
- XIX secolo, Sant'Angelo, dipinto, opera custodita nella chiesa di San Paolo Apostolo dei Maltesi.
- XIX secolo, Cristo Crocifero, crocifisso ligneo, opera custodita nella chiesa di San Girolamo.